# Touch Press
Touch Press（タッチプレス）は、アプリの開発・出版を行っている西ロンドンの会社である。

## 概要
周期表やベートーヴェン、太陽系、T・S・エリオット、シェークスピアなど、教育的なトピックについて説明するアプリの作成を専門に行っている。アプリ「Barefoot World Atlas」は、Appleよりトップ10のアプリの1つとして選ばれた。アプリ「Disney Animated」について、iTunesのアプリ編集者は、「完全に魔法にかけられてしまったような気分だ」と評した。

## 沿革
Touch Pressは、iPadの発売発表後すぐに、セオドア・グレイ、マックス・ウィトビー、ジョン・クロミー、スティーブン・ウルフラムによって創設された。 最初に出版されたアプリは、「The Elements」である。これは、原子周期表についての大型の豪華本の出版後、これをさらに発展させる形で作成されたアプリである。なお、この豪華本とアプリは日本語でも「世界で一番美しい元素図鑑」として販売されている。

## デザイン理念
Touch Pressでは、「生きた本」を作成している。Touch Pressのアプリは、数多くのインタラクティブな要素を含み、読者がそのトピックをより深く理解できることを目標にしている。本というものを再定義し、読書体験を21世紀に見合ったものにしようという運動に関わろうとしている。これまでに、ディズニー、ドイツ・グラモフォン、フェイバー＆フェイバー、シェイマス・ヒーニー、ビョーク、フィオナ・ショウ、パトリック・スチュワート、スティーヴン・フライ、アンドリュー・モーション、スティーヴン・ハフ、エサ＝ペッカ・サロネンとフィルハーモニア管弦楽団、ナショナルジオグラフィックとのコラボレーションを行ってきている。

## 主なアプリ
- 2010  The Elements
- 2011  X is for X-Ray
- 2011  Skulls by Simon Winchester
- 2011  Gems and Jewels
- 2011  The Waste Land
- 2012  March of the Dinosaurs
- 2012  Solar System
- 2012  Leonardo da Vinci: Anatomy
- 2012  The Sonnets by William Shakespeare
- 2012  Pyramids 3D
- 2012  War Horse
- 2012  The Orchestra
- 2012  Barefoot World Atlas
- 2013  Beethoven's 9th Symphony
- 2013  The Liszt Sonata
- 2013  Disney Animated

日本語アプリ
- 2010  元素図鑑[23]
- 2011  太陽系（日本語版）[24]